# Hoàng (nước)
Hoàng (giản thể: 黄; phồn thể: 黃; bính âm: Huáng) là một nước chư hầu trong lịch sử Trung Quốc. Quốc quân nước Hoàng mang họ Doanh (嬴), là hậu duệ của Đông Di Thiếu Hạo, là hậu đại của Hoàng Di.

## Thành lập
Quân chủ sáng lập ra nước Hoàng là Huệ Liên (惠連) tức Tham Hồ, cha của Huệ Liên là Lục Chung (陸終)- một chút trai của Chuyên Húc. Thời nhà Thương, tộc Hoàng Di đã lập quốc ở ven bờ Hoài Thủy, song quan hệ với vua nhà Thương không hoàn toàn hài hòa, trong số các câu chữ khắc trên giáp cốt có "phạt vu Hoàng doãn". Trúc thư kỉ niên có viết: "(Hạ) hậu Tướng tức vị, nhị niên, chinh Hoàng Di."

## Lịch sử
Sau khi Chu Vũ vương tiêu diệt nhà Thương, người nước Hoàng quy phục triều Chu và vẫn được giữ được nước của mình. Theo các hiện vật đồ đồng được khai quật có liên hệ với nước Hoàng và có niên đại từ thời Đông Chu, nhà họ Doanh của nước Hoàng và nhà họ Cơ của nước Tằng (曾) liên tục duy trì quan hệ hôn nhân.
Bằng chứng lịch sử về nước Hoàng được tìm thấy trong Tả truyện, bắt đầu từ năm Lỗ Hoàn công thứ 8 (704 TCN). Thời điểm đó, nước Sở hưng thịnh, các nước ước hẹn hội chư hầu tại đất Sở. Tuy nhiên, hai nước Hoàng và Tùy (隨) đều không tham gia, kết quả, Sở Vũ vương đích thân đem quân thảo phạt nước Tùy, còn nước Hoàng do nằm xa Sở nên tránh được họa, song cũng bị nước Sở quở trách.
Năm 675 TCN, Sở Văn vương lần đầu tiên thảo phạt nước Hoàng. Đối diện với một nước Sở đang khuếch trương thế lực đến trung thượng du Hoài Hà, nước Hoàng lựa chọn sách lược dựa vào nước Tề cường thịnh để chống lại Sở. Năm 658 TCN, nước Hoàng tham gia hội minh gồm bốn nước Tề, Tống, Giang (江) và Hoàng trên đất Tống nhằm hoạch mưu phạt Sở. Hai năm sau, bốn nước lại tổ chức minh hội tại Dương Cốc, Sơn Đông ngày nay. Mùa thu năm 655 TCN, hai nước Hoàng và Giang thảo phạt nước Trần. Cùng với việc nước Tề hình thành địa vị bá chủ chư hầu, các nước chư hầu ở lưu vực Hoài Thủy nối đuôi nhau phản Sở, chuyển sang nương tựa Tề. Một nước Sở muốn khuếch trương về phía bắc và tranh bá chư hầu tất nhiên không thể chịu thua, cùng năm đó, nước Sở đã tiêu diệt một nước nhỏ có quan hệ hôn nhân với Hoàng là nước Huyền (弦), Huyền tử đào thoát đến nước Hoàng. Sáu năm sau, tức mùa đông năm 649 TCN, nước Sở lấy cớ người nước Hoàng không quy phục, triều cống cho Sở nên xuất binh thảo phạt Hoàng. Nửa năm sau, tức mùa hè năm 648 TCN, nước Hoàng bị nước Sở tiêu diệt.

## Cố thành nước Hoàng
Cố thành nước Hoàng nằm ở hương Long Cổ, huyện Hoàng Xuyên, địa cấp thị Tín Dương, tỉnh Hà Nam. Di chỉ thành có hình chữ nhật, chu vi 6.700 mét, tường thành cao từ 5-7 mét, có niên đại từ thời Tây Chu đến thời Xuân Thu. Cố thành nước Hoàng nay cũng là một địa điểm du lịch vì nước Hoàng cũng được xem là nơi phát tích của họ Hoàng.
Cách cố thành nước Hoàng khoảng 20 km về phía tây nam, thuộc khu vực chùa Bảo Tướng của huyện Quang Sơn, người ta đã phát hiện ra khu mộ quý tộc nước Hoàng. Năm 1983, đã khai quật được mộ vợ chồng Hoàng quân Mạnh, đến năm 1988 lại phát hiện được mộ cha Hoàng Quý Đà. Các khu vực nằm trong cương vực của nước Hoàng như La Sơn, Quang Sơn, Hoàng Xuyên đều khai quật được được không ít các văn vật quý của nước Hoàng, đa phần có niên đại vào giai đoạn đầu của thời Xuân Thu.